# Тургояк (озеро)
Тургоя́к — озеро в левобережье верхнего течения реки Миасс на территории Миасского городского округа Челябинской области России, гидрологический памятник природы регионального значения.

## Этимология
Одна из версий гласит, что изначально озеро называлось «Турге як кул» (баш. «Түрге яҡ күл»), то есть «озеро, находящееся на возвышении, наверху». Возможно также происхождение названия от древнего башкирского имени Тургайак и Тургайяк, связанного с культом птиц. В диалектах тургай — «воробей», «жаворонок». Также распространена версия о том, что озеро получило своё название от старинной легенды о любви юноши Тура и девушки Кояк (баш. «Түр» и «Ҡояҡ»). По версии краеведа С. М. Стрельникова, в основе топонима, предположительно, лежит метафора: в ряде тюркских языков есть слов айак, аяк – «чаша». Первую же часть топонима можно возвести к татарскому турге – «передний». Для древних тюрок (башкир), кочевавших к западу отсюда, Тургояк был первым (передним) из крупных озёр, лежащих к востоку от хребта Урал-Тау.
Названия одноимённых посёлка, железнодорожной платформы и планируемого к созданию национального парка происходят от названия озера.

## Основные данные

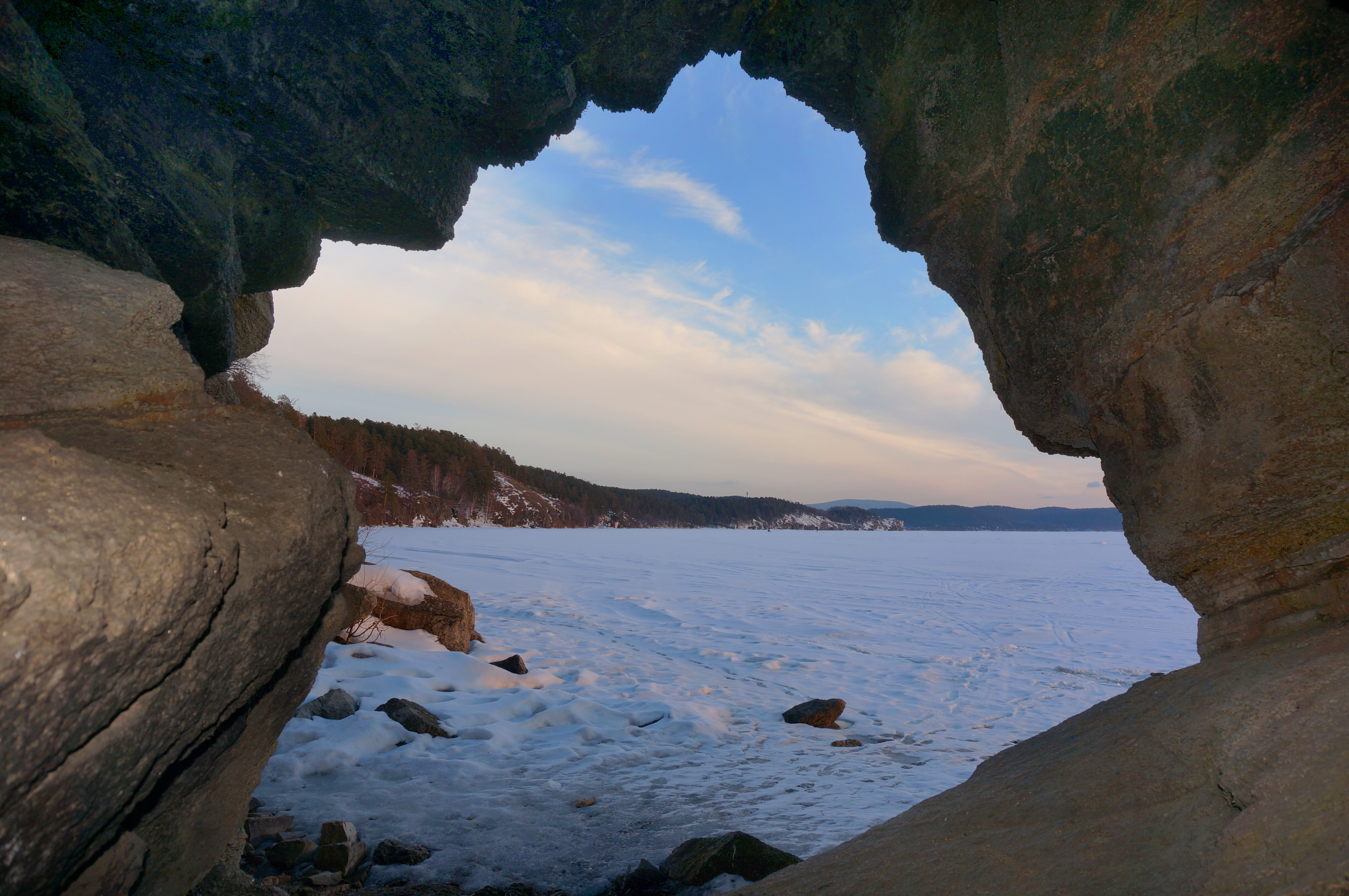
Пугачёвский грот

Площадь водосбора озера составляет 476 км², водосбор имеет протяжённость с севера на юг 12,5 км, с востока на запад — 11,0 км. Среднемноголетний уровень уреза воды — 319,45 м над уровнем моря. Западная часть водосбора сложена гранитами, восточная — серпентинитами, граносиенитами (сиеногранитами).
Озеро тектонического происхождения, проточное. В него впадают шесть рек (Липовка, Моховая, Бобровка, Кулешовка, Пугачёвка, Крутая), пять ручьёв и многочисленные родники на южном берегу озера.  В восточной части из Тургояка вытекает речка Исток, которая впадает в реку Миасс. Сток по ней прекращается в годы малой водности. На территории водосбора расположено также озеро Инышко, имеющее гидрологическую связь с Тургояком. Основную роль в питании озера играют грунтовые воды. Общий приток воды — около 35 л/с. Минерализация воды озера не превышает 100 мг/л.
Площадь водной поверхности озера — 26,4 км². Средняя глубина — 19,1 м, максимальная глубина — 36,5 м. Вода озера имеет высокую прозрачность, которая составляет от 10 до 17,5 метра.
Тургояк — в числе самых прозрачных озёр России.

## Вода
Озеро содержит чистейшую природную воду, по качеству близкую к байкальской. В силу олиготрофности озеро уязвимо для оказываемого на него антропогенного воздействия (загрязнение, отбор воды для водоснабжения Миасса). По наблюдениям учёных за период 1987—1997 годов качество воды ухудшилось, хрупкой экосистеме озера нанесён существенный урон. Более свежих исследований не проводилось, но за прошедшее время количество баз отдыха на озере лишь увеличилось.

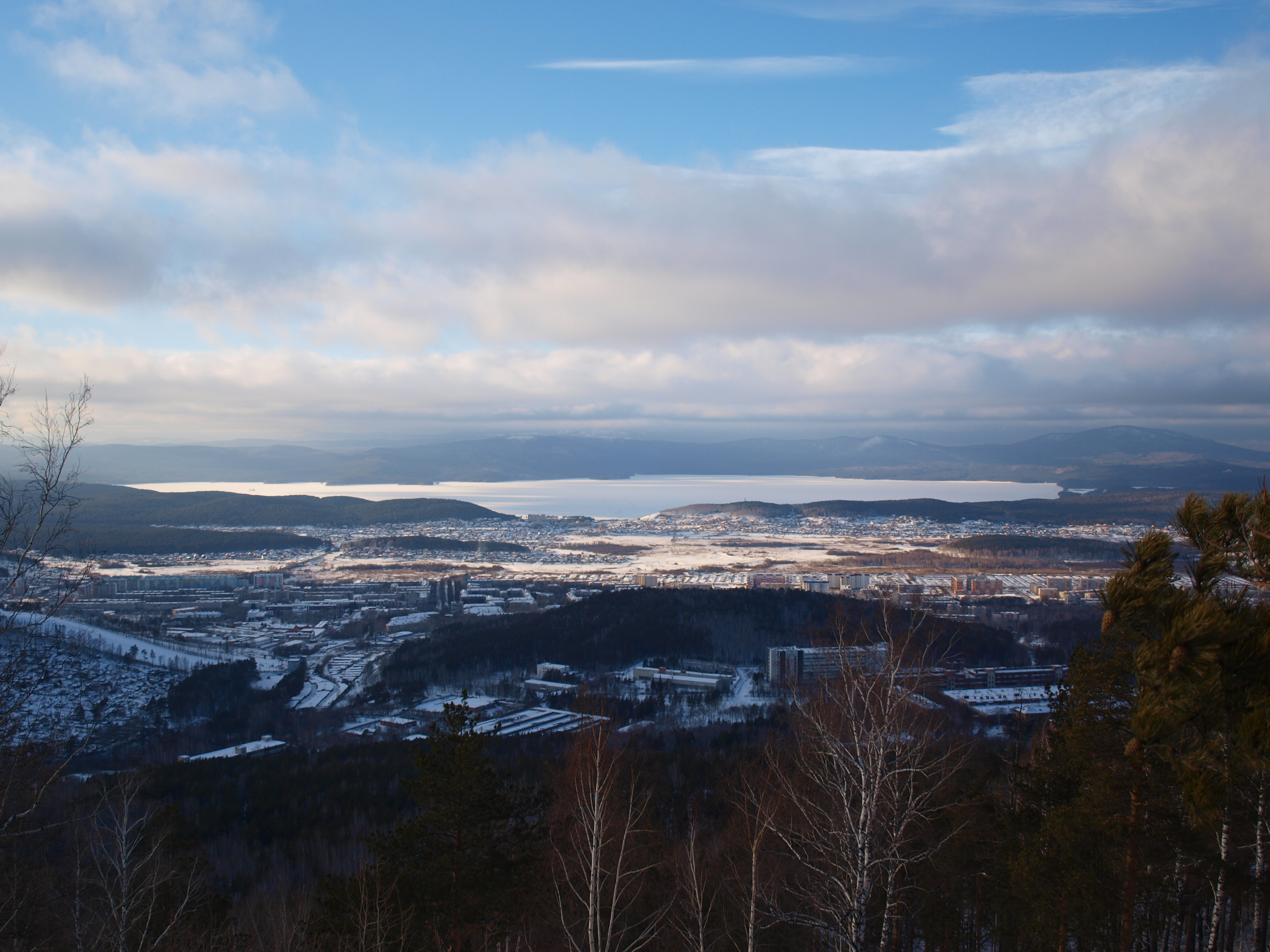
Вид на Машгородок, посёлок Тургояк, озеро Тургояк и Заозёрный хребет с Центрального Ильменского хребта

Уровень озера подвержен существенным колебаниям, причина которых до конца не установлена. Последний максимальный уровень озера пришёлся на 2007 год (ранее наблюдался в 1964 году). Последний минимальный уровень озера пришёлся на 1981 год. Перепад составил 2,5 м.
В зависимости от уровня на озере можно насчитать от 10 до 12 островов, наиболее крупные из них:
- полуостров Веры (Пинаевский) — в большую воду это остров;
- полуостров Крестовый — в большую воду это остров;
- остров Большой Инышевский, в малую воду соединяется с Малым Инышевским;
- остров Чаичий[14] (Чайки);
- остров Змеиный — в малую воду это полуостров;
- остров Каменный[15].

В заливах встречаются мелкие острова: Чёрная курья — 2, Каменная курья — 2, Липовая курья — 1, Мухоринская курья — 1, Инышевская курья — 1.

«Тургояк разрушается по мере того, как растёт о нём известность. И с болью в сердце приходится следить за умиранием его красоты, не имея достаточной возможности предотвратить это печальное явление».
— Сементовский В. Н., профессор Императорского Казанского университета, 1916 год.

## Археология
На озере найдены следы пребывания доисторических людей. Самыми знаменитыми из них являются мегалиты острова Веры.